# Giải bóng đá vô địch quốc gia Turkmenistan 2004
Giải bóng đá vô địch quốc gia Turkmenistan 2004 hay Ýokary Liga 2004 là mùa giải thứ 12 của giải bóng đá chuyên nghiệp Turkmenistan. Có 10 đội bóng tham gia năm 2004.

## Kết quả
| Vị thứ | Đội bóng            | St | T  | H  | B  | BT-BB | Đ  |
| ------ | ------------------- | -- | -- | -- | -- | ----- | -- |
| 1      | Nebitçi Balkanabat  | 36 | 27 | 3  | 6  | 78-23 | 84 |
| 2      | Nisa Aşgabat        | 36 | 24 | 6  | 6  | 84-29 | 78 |
| 3      | Merw Mary           | 36 | 20 | 7  | 9  | 55-38 | 67 |
| 4      | Şagadam Türkmenbaşy | 36 | 19 | 10 | 7  | 70-34 | 67 |
| 5      | ITTU Aşgabat        | 36 | 16 | 4  | 16 | 67-64 | 52 |
| 6      | Asudalyk Aşgabat    | 36 | 15 | 5  | 16 | 38-40 | 50 |
| 7      | Ahal Annau          | 36 | 11 | 5  | 20 | 24-64 | 38 |
| 8      | Köpetdag Aşgabat    | 36 | 9  | 4  | 23 | 41-68 | 31 |
| 9      | Turan Daşoguz       | 36 | 5  | 10 | 21 | 22-61 | 25 |
| 10     | Gazcy Gaz-Acak      | 36 | 4  | 6  | 26 | 34-92 | 18 |